# Ahmad Šara
Ahmad Šara celým jménem Ahmad Husajn aš-Šar' (arabsky أحمَد حُسين الشرع‎‎; * 29. října 1982 Rijád), známý také pod krycím jménem Abú Muhammad al-Džaulání, je syrský revolucionář, vojenský velitel a politik, od prosince 2024 faktický vůdce Sýrie. Od roku 2017 působil jako vůdce teroristické organizace Tahrír aš-Šám, která zahájila na konci roku 2024 ofenzívu, jež vedla k pádu režimu rodiny al-Asadových a ustavení syrské přechodné vlády. V lednu 2025 byl jmenován prozatímním prezidentem Sýrie.
Narodil se v syrské rodině původem z Golanských výšin. Krátce před invazí do Iráku v roce 2003 vstoupil do al-Káidy v Iráku. Mezi roky 2006 a 2011 byl vězněn americkými jednotkami. V roce 2012 založil s podporou al-Káidy Frontu an-Nusrá, která bojovala v syrské občanské válce proti režimu Bašára al-Asada. Jako vůdce Fronty an-Nusrá se postavil proti pokusům Abú Bakra al-Baghdádího začlenit tuto organizaci do Islámského státu, v důsledku čehož vypukl mezi oběma organizacemi konflikt.
V roce 2013 byl zařazen na seznam teroristů Spojených států amerických a o čtyři roky později ministerstvo zahraničí USA vypsalo odměnu 10 milionů dolarů za informace vedoucí k jeho dopadení. Odměna byla zrušena v prosinci 2024 poté, co se setkal s americkou delegací.
V roce 2016 Fronta an-Nusrá přerušila vazby s al-Káidou a následujícího roku se sloučila s dalšími organizacemi do Tahrír aš-Šám. Na území spravovaném Tahrír aš-Šám byly vybírány daně, poskytovány veřejné služby a obyvatelům byly vydávány průkazy totožnosti. Kritici namítají, že organizace používá autoritářské metody a potlačuje disidentu.

## Životopis

### Rodina
Šaraova rodina pochází z Golanských výšin. Rodina byla vysídlena v roce 1967 v důsledku šestidenní války, během které Izrael toto území částečně obsadil. Jeho otec byl arabský nacionalista a podporoval režim egyptského prezidenta Gamála Násira. Byl uvězněn syrskými baasisty během čistek probíhajících v letech 1961–1963, které napomohly k rozpadu Sjednocené arabské republiky a vzestupu strany Baas.
Husajnův otec později utekl z vězení a v roce 1971 dokončil svá vysokoškolská studia v Iráku. V tomto období také odcestoval do Jordánska, kde spolupracoval s Organizací pro osvobození Palestiny. Po návratu do Sýrie v 70. letech, během vlády Háfize al-Asada, byl opět uvězněn. Později byl propuštěn a přestěhoval se do Saúdské Arábie.

### Mládí

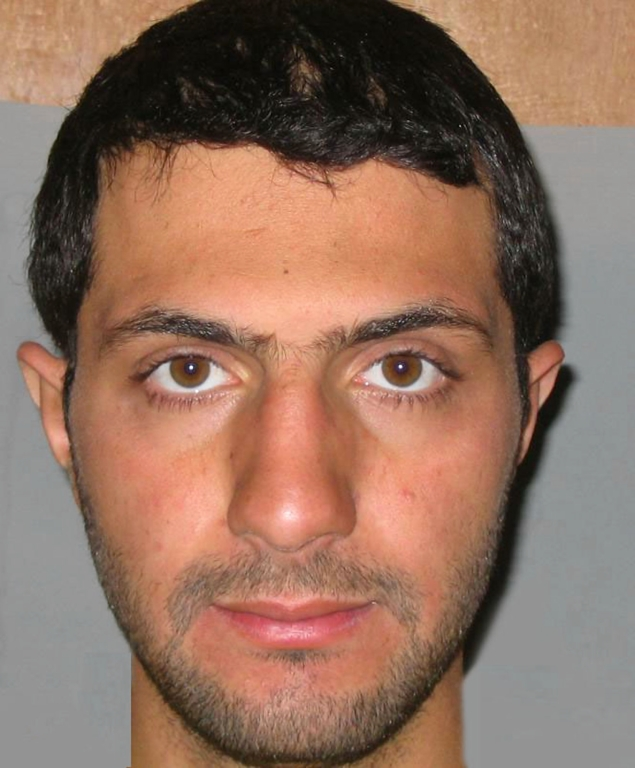
Fotografie al-Džawláního po jeho zajetí americkými jednotkami v Iráku v roce 2006

Ahmad Šara se narodil v roce 1982 v Rijádu, kde jeho otec do roku 1989 pracoval jako ropný inženýr. Téhož roku se rodina přestěhovala do Damašku a následně v roce 2003 do Iráku.
Zradikalizoval se pod vlivem druhé intifády v Izraeli, když mu bylo kolem 17 let. Později řekl, že tehdy začal přemýšlet o boji proti utlačovatelům a okupantům. Uvítal teroristické útoky 11. září 2001 v New Yorku.

### Povstalec
Po americké invazi do Iráku v březnu 2003 se přidal k povstalcům, kteří válčili proti okupačním vojskům v Iráku. Odmítl tvrzení, že byl blízkým spolupracovníkem vůdce irácké odnože al-Káidy Abú Musab az-Zarkávího. Podle svých slov byl pouze řadovým bojovníkem al-Káidy v Iráku. V roce 2006 byl zajat Američany a více než pět let vězněn v různých zadržovacích centrech, včetně vězení Abú Ghrajb.
Po propuštění z amerického vězení ho vůdce al-Káidy Ajman az-Zaváhirí v srpnu 2011 pověřil, aby odešel do Sýrie, kde vypukla občanská válka, a vytvořil tam odnož al-Káidy. Před přerušením vazeb s al-Káidou v roce 2016 Šara působil jako emír dnes již neexistující Fronty an-Nusrá, syrské odnože al-Káidy. Ministerstvo zahraničí USA jej v květnu 2013 zařadilo na seznam speciálně označených globálních teroristů (Specially Designated Global Terrorist) a o čtyři roky později na jeho hlavu vypsalo odměnu ve výši 10 milionů amerických dolarů.
Přívlastek al-Džawlání odkazuje na Golanské výšiny, které Izrael částečně obsadil během šestidenní války v roce 1967 a později anektoval. Ve svém prohlášení ze září 2014 uvedl, že bude bojovat proti „Spojeným státům a jejich spojencům“, a vyzval své spojence, aby v boji proti Islámskému státu nepřijímali pomoc od Západu.

### Vůdce Sýrie
Jako velitel Tahrír aš-Šám hrál klíčovou roli v Syrské ofenzívě v prosinci 2024, která vedla ke svržení Asadova režimu. Indický časopis The Week přinesl 1. prosince 2024 neověřenou zprávu, že al-Džawlání je po smrti. Podle tvrzení některých arabských médií a podle zpráv, které kolovaly na sociálních sítích, měl zahynout při ruském leteckém útoku. Ukázalo se však, že 4. prosince navštívil citadelu v Aleppu poté, co jeho síly na začátku prosince město dobyly. Dne 6. prosince v rozhovoru pro CNN slíbil, že všechny náboženské menšiny budou pod ochranou nové syrské vlády. Po vítězství opozičních sil v bitvě o Damašek a útěku prezidenta Asada došlo k jednání mezi al-Džawálím a premiérem Muhammadem al-Džalálím, na základě kterého došlo k předání moci přechodné vládě v čele s premiérem al-Bašírem.
| „                                                                | My, syrský lid, jsme právoplatnými vlastníky této země. Bojovali jsme a dnes jsme byli odměněni tímto vítězstvím. | “ |
| — Abú Muhammad al-Džawlání v Umajjovské mešitě, 8. prosince 2024 | |   |

Přestože formálně nebyl členem přechodné vlády, z pozice vrchního velitele jednotek Tahrír aš-Šám koordinoval od činnosti vlády od jejího vzniku a činnil různé formální či neformální kroky; například 11. prosince vydal zatykače na 160 vrcholných představitelů baasistického režimu, 18. prosince poskytl rozhovor BBC v prezidentském paláci v Damašku a 20. prosince vedl jednání s delegaci amerických diplomatů.

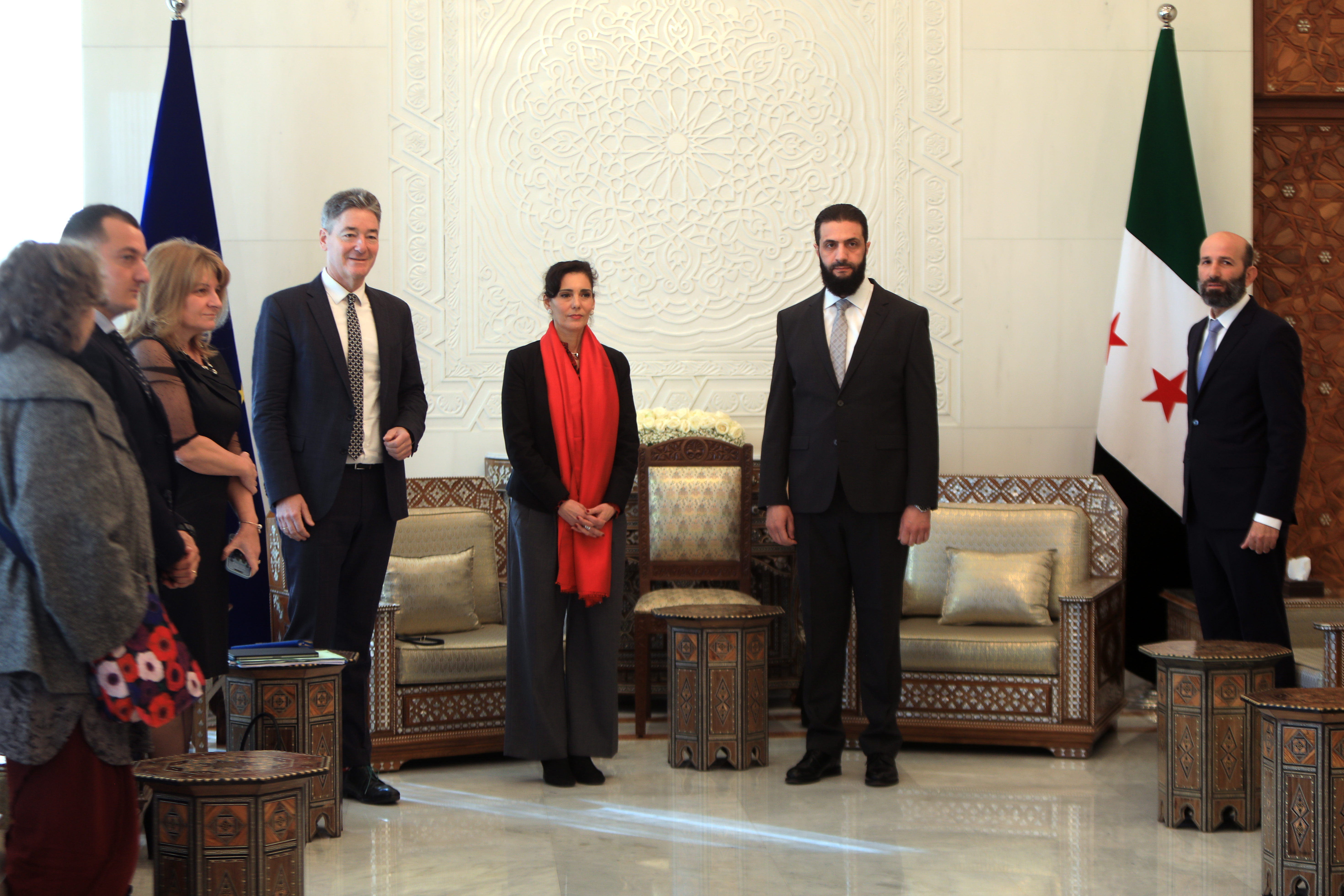
Šara s představitelé Evropské komise v Damašku 17. ledna 2025

Dne 3. ledna 2025 se setkal v Damašku s německou ministryní zahraničí Annalenou Baerbockovou a francouzským ministrem zahraničí Jean-Noël Barrotem. Při jejich setkání odmítl Baerbockové podat ruku. Incident ještě pokračoval s tím, že Annalena Baerbock byla na oficiálních fotografiích ze setkání se syrskými autoritami rozostřena.
Po jednání povstaleckých velitelů dne 29. ledna byl Šara oficiálně jmenován prozatímní hlavou státu a zároveň byl pověřen sestavením legislativní rady, jež bude aktivní, dokud nebude vypracována nová ústava.
Od pádu Asadova režimu dochází k pronásledování a zabíjení náboženské menšiny alávitů, jelikož byl Bašár al-Asad jedním z nich. V březnu 2025 bylo provládními ozbrojenci při masakru alávitů v Latákii zabito více než 1500 civilistů. Šara nejprve popřel odpovědnost a obvinil Asadovy loajalisty, ale později přislíbil vyšetřování a potrestání viníků.